# Sparta (bướm đêm)
Sparta là một chi bướm đêm thuộc họ Geometridae.